# Ocellipsis leleupi
Ocellipsis leleupi är en tvåvingeart som beskrevs av Richards 1957. Ocellipsis leleupi ingår i släktet Ocellipsis och familjen hoppflugor.
Artens utbredningsområde är Kenya. Inga underarter finns listade i Catalogue of Life.